# Fontaine-Henry

Fontaine-Henry este o comună în departamentul Calvados, Franța. În 1 ianuarie 2022 avea o populație de 519 de locuitori.